# Вилар-даз-Алмаш
Вилар-даз-Алмаш (порт. Vilar das Almas) — населённый пункт и район в Португалии, входит в округ Виана-ду-Каштелу. Является составной частью муниципалитета Понти-ди-Лима. По старому административному делению входил в провинцию Минью. Входит в экономико-статистический субрегион Минью-Лима, который входит в Северный регион. Население составляет 343 человека на 2001 год. Занимает площадь 5,21 км².